# The Great Sabatini
A The Great Sabatini progresszív sludge metal együttes a kanadai Québec tartománybéli Montréal-ból. Az együttes 2007-ben alakult meg. Zenéjükre a noise rock, a digitálisan összeillesztett analóg effektekkel színezett progresszív metál, és a hardcore stílus a jellemző. A szokásos popzene elemeitől kezdve a teljes hangoláson át a szinte dallam nélküli kísérletezésig a kettő közötti mértékben változóan találhatók meg különböző elemek a zenéikben. Mind a négy tag egyaránt szerepet kap az énekben az egyes zenei albumokon, valamint egyes, különböző énekesi feladatokat látnak el. Megalakulásuk óta a The Great Sabatini három stúdió és négy EP albumot, valamint egyéb önálló dalokat jelentetett meg. Kanada-, Amerika- és Európa-szerte több helyen is megfordultak turnéjuk során. Az együttes a Sabatini család négy tagjából állt össze. A zenekar jellemzője az "ítélet nélküli hangos zenélés".[forrás?]

## Tagok
- Joey Sabatini - basszusgitár, ének (2007 –)
- Sean Sabatini -  gitár, ének (2007 –)
- Rob Sabatini - gitár, ének (2007 –)
- Steve Sabatini - dobok (2013 –)

## Diszkográfia
Albumok
- Sad Parade Of Yesterdays (2009)
- Dog Years (2014)
- Goodbye Audio (2018)

EP-k
- Burning Wilderness (2007)
- The Great Sabatini (2008)
- Napoleon Sodomite (2011)
- Matternhorn (2012)

## További információ
- The Great Sabatini - Bandcamp. (Hozzáférés: 2020)
- The Great Sabatini - Hivatalos Instagram oldal (angol nyelven). (Hozzáférés: 2020)
- The Great Sabatini - Discogs (angol nyelven). (Hozzáférés: 2020)